# Teva Victor
Teva Victor, nascida em 30 de setembro de 1971 em Bora-Bora, Ilhas Leeward, Polinésia Francesa, é um escultor taitiano que vive em Punaauia. Ele é filho do famoso explorador Paul-Emile Victor.

## Biografia
Apresentado à arte pelo pai, aos 18 anos começou a esculpir em madeira. Autodidata, gosta de trabalhar em árvores vivas ou enraizadas. mas a partir de 2001 preferiu dedicar-se à pedra vulcânica, que considera “atemporal e imutável”. Sua relação com a matéria mineral é mística.
Teva inicia carreira como apresentadora e diretora de programas de televisão. Em 1998 apresentou o programa "Teva", documentários sobre povos e civilizações que vivem em harmonia com a natureza como os Dogons, os Waoranis e os Toradja, para o canal de televisão "la Cinquième, canal de conhecimento e conhecimento"  . No entanto, sua paixão pela escultura assumiu o controle. Suas esculturas costumam ser rostos de dois lados. São ambos tiki marquesan antigo e bustos figurativos de Vaiere Mara, e às vezes têm influência africana  .

## Exposições e encomendas de obras monumentais
Em 2012 começou a expor anualmente as suas esculturas em pedra na Maison de la culture em Papeete. Em fevereiro de 2014 juntou-se ao Centro de Criação Contemporânea Teroronui Papeete ou CCCTP  para uma ambiciosa exposição coletiva ao lado de Chief Miko, Jonathan Bougard e do fotógrafo Massimo Colombini. O CCCTP era um colectivo transdisciplinar, cujo objectivo era trabalhar para a perpetuação das culturas locais, apoiando ao mesmo tempo a relação com os meios de comunicação modernos. Sua existência terá sido passageira. No mesmo ano, Teva vendeu uma obra ao produtor de Hollywood Joel Silver, depois uma escultura monumental ao produtor de Hollywood Arnon Milchan  . Em 2015 foi Guy Laliberté, criador do Cirque du Soleil, quem adquiriu diversas obras monumentais  .
Em setembro de 2015 juntou-se a vinte artistas polinésios na Universidade da Polinésia Francesa para Art Event , uma exposição colectiva organizada e financiada pela UPF com o objectivo de apoiar a criação e os artistas contemporâneos, mas também para participar na actividade artística e educação cultural de cada pessoa. Seus trabalhos incluem os do Chefe Miko e Andreas Dettloff .
No final de 2015 trabalhou in loco com acesso gratuito em uma enorme escultura de pedra em frente à sala Muriavai da Maison de la culture, em Papeete. No início de 2016 esta criação foi instalada em frente ao Grande Teatro da Maison de la Culture em Papeete  .
Em outubro de 2017 ele criou uma representação em pedra de 800 quilos da Rainha Pomare IV que está instalada nos jardins da rainha em Papeete , nas instalações da Assembleia da Polinésia  . Esta é uma encomenda de Marcel Tuhiani .
Em outubro de 2021 completou uma cabeça imponente com olhos imensos e uma boca sedutora, encomenda destinada à decoração de um solar britânico onde já se encontram obras de Rodin  . É uma obra de grande porte, aproximadamente 1,50 m. Seu peso está entre 1,2 e 1,5 toneladas.  .